# Geoffroy de Pons
Geoffroy de Pons est un évêque français.